# George V. Wulff

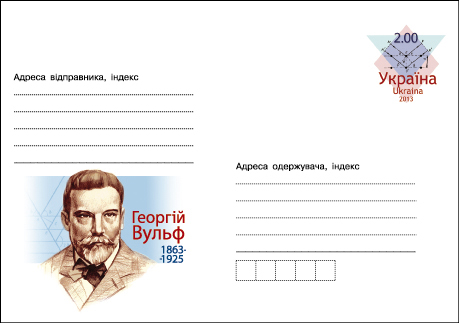
Ukrainischer Briefumschlag zum 150. Geburtstag von George Wulff

George (Yuri Victorovich) Wulff (russisch Георгий (Юрий) Викторович Вульф, wiss. Transliteration Georgij (Jurij) Viktorovič Vul'f; * 10. Junijul. / 22. Juni 1863greg. in Nischyn (Russisches Kaiserreich, heute Ukraine); † 25. Dezember 1925 in Moskau) war ein russischer Kristallograph. Er wurde bekannt durch seine Beiträge zur geometrischen Kristallographie. Auf der Grundlage der Symmetrielehre von Bravais und Fedorov entwickelte er eine Theorie, um vorherzusagen welche Kristallflächen sich beim Kristallwachstum im Gleichgewicht ausbilden, bzw. welche Kristallflächen beim Auflösen zuerst verschwinden (Wulff-Konstruktion). Auch geht das Wulff’sche Netz auf ihn zurück, ein Hilfsmittel zum Eintragen und Ablesen von Winkeln in der stereografischen Projektion.
1921 wurde er zum korrespondierenden Mitglied der Russischen Akademie der Wissenschaften gewählt.